# Liste der Biografien/Schneider, I
Liste der Biografien |
Portal Biografien |
I Personensuche
# |
A |
B |
C |
D |
E |
F |
G |
H |
I |
J |
K |
L |
M |
N |
O |
P |
Q |
R |
S |
T |
U |
V |
W |
X |
Y |
Z |
?
 
Sa |
Sb |
Sc |
Sd |
Se |
Sf |
Sg |
Sh |
Si |
Sj |
Sk |
Sl |
Sm |
Sn |
So |
Sp |
Sq |
Sr |
Ss |
St |
Su |
Sv |
Sw |
Sy |
Sz
 
Sca–Sce |
Sch |
Sci–Scz
 
Scha |
Schc |
Schd |
Sche |
Schg |
Schi |
Schj |
Schk |
Schl |
Schm |
Schn |
Scho |
Schp |
Schr |
Schs |
Scht |
Schu |
Schv |
Schw |
Schy
 
Schna |
Schne |
Schni |
Schno |
Schnu |
Schny
 
Schneb |
Schnec |
Schned |
Schnee |
Schneg |
Schneh |
Schnei |
Schnek |
Schnel |
Schnep |
Schner |
Schnet |
Schneu |
Schnew |
Schney |
Schnez
 
Schneib |
Schneic |
Schneid |
Schneie |
Schneik |
Schneis |
Schneit
 
Schneida |
Schneide |
Schneidh |
Schneidl |
Schneidm |
Schneidr |
Schneidt
 
Schneidem |
Schneiden |
Schneider |
Schneidew
 
Schneider, A |
Schneider, B |
Schneider, C |
Schneider, D |
Schneider, E |
Schneider, F |
Schneider, G |
Schneider, H |
Schneider, I |
Schneider, J |
Schneider, K |
Schneider, L |
Schneider, M |
Schneider, N |
Schneider, O |
Schneider, P |
Schneider, R |
Schneider, S |
Schneider, T |
Schneider, U |
Schneider, V |
Schneider, W |
Schneider, Y |
Schneiderb |
Schneidere |
Schneiderf |
Schneiderh |
Schneiderl |
Schneiderm |
Schneidero |
Schneiders |
Schneiderw
Die Liste der Biografien führt alle Personen auf, die in der deutschsprachigen Wikipedia einen Artikel haben. Dieses ist eine Teilliste mit 14 Einträgen von Personen, deren Namen mit den Buchstaben „Schneider, I“ beginnt.

## Schneider, I

### Schneider, Id
- Schneider, Ida (1869–1968), Gründerin und erste Oberin der Schweizerische Pflegerinnenschule

### Schneider, Il
- Schneider, Ilja (* 1984), deutscher Schachspieler
- Schneider, Ilka (* 1972), deutsche Biathletin
- Schneider, Ilse (1910–1991), deutsche Kunsterzieherin und Malerin

### Schneider, In
- Schneider, Inga (* 1968), deutsche Biathletin
- Schneider, Inge (1947–2021), deutsche Filmeditorin
- Schneider, Ingolf (* 1964), deutscher Fußballspieler
- Schneider, Ingrid (1946–2013), deutsche Politikerin (SPD), MdL Rheinland-Pfalz
- Schneider, Ingrid (* 1962), deutsche Politikwissenschaftlerin
- Schneider, Inka (* 1967), deutsche Journalistin

### Schneider, Ir
- Schneider, Ira (1939–2022), US-amerikanischer Videokünstler und Fotograf
- Schneider, Irmintraut (* 1911), deutsche Schwimmerin

### Schneider, Is
- Schneider, Isabel (* 1991), deutsche Volleyball- und BeachvolleyballspielerinIsabel Schneider (* 1991)

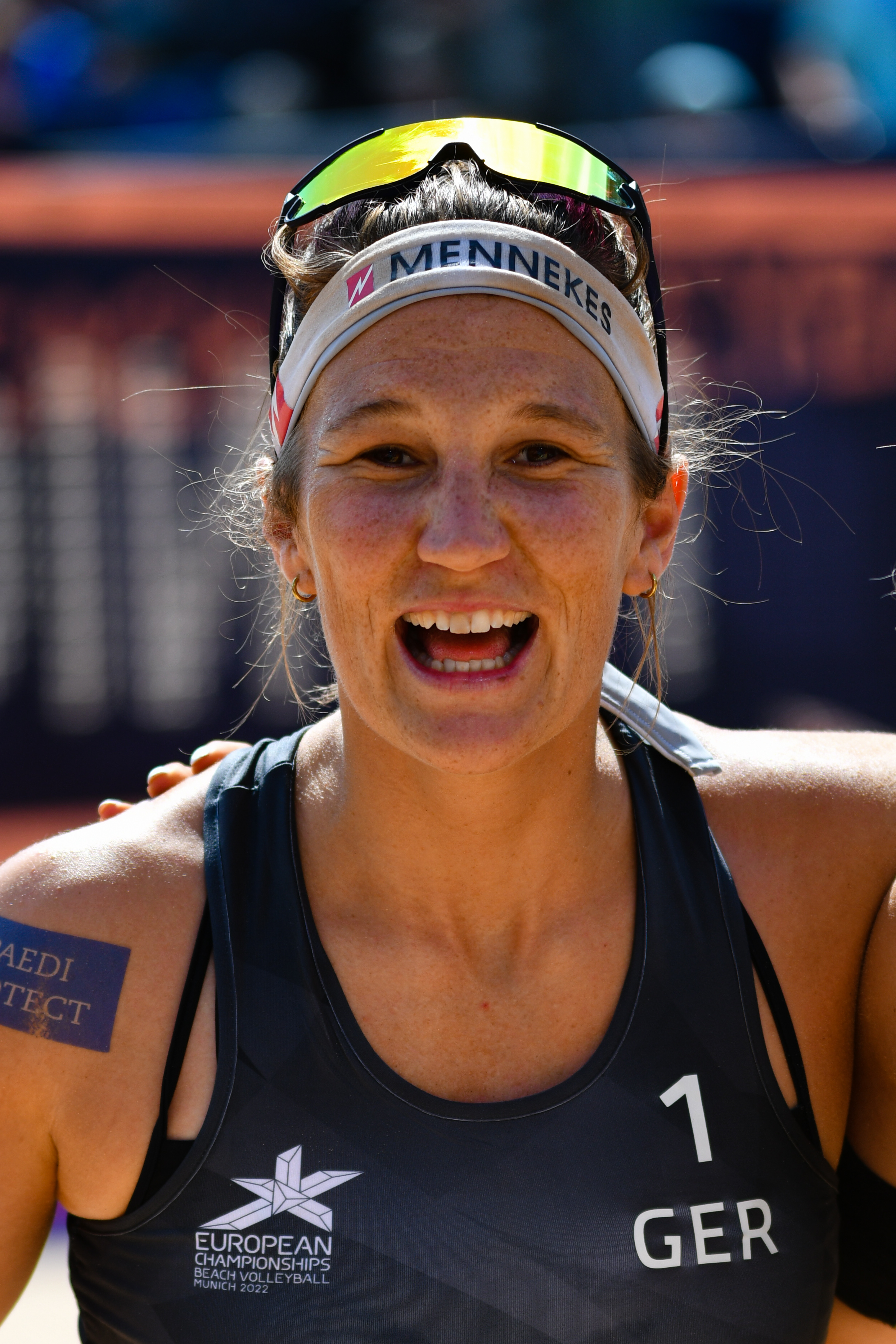
Isabel Schneider (* 1991)

### Schneider, Iv
- Schneider, Ivo (* 1938), deutscher Mathematikhistoriker